# Cerkiew św. Aleksandra Newskiego w Baranowiczach
Cerkiew św. Aleksandra Newskiego – prawosławna cerkiew parafialna w Baranowiczach, w dekanacie baranowickim eparchii pińskiej i łuninieckiej Egzarchatu Białoruskiego Patriarchatu Moskiewskiego.

## Historia
Na miejscu świątyni pierwotnie znajdował się prawosławny cmentarz z cerkwią św. Aleksandra Newskiego. Został on zniszczony w 1949, zaś z drewna, które pozostało po rozbiórce świątyni, wzniesiono dwa domy mieszkalne w pobliżu soboru Opieki Matki Bożej w Baranowiczach.
Idea utworzenia w Baranowiczach nowej parafii prawosławnej i nadania jej wezwania zniszczonego obiektu sakralnego pojawiła się w 1992. Autorem projektu świątyni był Leanid Makarewicz. Budowla nawiązuje swoim rozplanowaniem i wyglądem do cerkwi staroruskich. Posiada pięć cebulastych kopuł.
Jako pierwsza urządzona została cerkiew dolna, której patronką została św. Eufrozyna Połocka. 4 czerwca 1995 wyświęcił ją arcybiskup piński i łuniniecki Stefan. Prace przy wzniesieniu cerkwi górnej trwały do 1998; została ona wyświęcona 6 września 1998 przez tego samego hierarchę. W listopadzie tego samego roku świątynię odwiedził egzarcha białoruski Filaret.
W 2003 w sąsiedztwie cerkwi zbudowano wolno stojąca kapliczkę do święcenia wody, zaś osiem lat później – bramę-dzwonnicę prowadzącą na teren świątyni. W 2000 powstał dom parafialny, zaś w 2013 – siedziba szkoły niedzielnej. Oprócz tejże szkoły przy cerkwi działają również oddziały bractwa św. Aleksandra Newskiego i żeńskiego stowarzyszenia (siestriczestwa) św. Eufrozyny Połockiej, które zajmują się prowadzeniem działalności misyjnej i charytatywnej.